# 弗盧爾 (加利福尼亞州默塞德縣)
弗盧爾（英語：Fluhr）是位於美國加利福尼亞州默塞德縣的一個非建制地區。該地的面積和人口皆未知。

## 地理
弗盧爾的座標為37°21′46″N 120°34′40″W / 37.36278°N 120.57778°W，而該地的平均海拔高度為53米（即174英尺）。